# Burlington (Iowa)
Burlington è una città degli Stati Uniti, capoluogo della contea di Des Moines, nello Stato dell'Iowa. La città sorge sulle rive del fiume Mississippi ed è stata fondata nel 1833. Fu capitale provvisoria del Territorio dell'Iowa dal 1838 al 1841.

## Geografia fisica
Burlington ha una superficie di 37,5 km² di cui 1,9 coperti da acque interne. Le città situate nei pressi di Burlington sono: Middletown, West Burlington, Lomax, e Gladstone. Burlington è situata a 185 m s.l.m.

## Società

### Evoluzione demografica
Secondo il censimento del 2000, Burlington contava 26 839 abitanti e 11 102 famiglie. La densità di popolazione era di 698,93 abitanti per chilometro quadrato. Le unità abitative erano 11 985, con una media di 312,10 per chilometro quadrato. La composizione razziale contava il 91,6% di bianchi, il 5% di afroamericani, lo 0,33% di nativi americani, lo 0,66% di asiatici, e lo 0,90% di altre razze. Gli ispanici e i latini erano il 2,06% della popolazione rasidente. Il 48,2% delle famiglie erano coppie sposate che vivono insieme. Il 24,5% della popolazione aveva meno di 18 anni, l'8,9% aveva tra i 18 e i 24 anni, Il 26,7% aveva tra i 25 e i 44 anni, il 22,7% aveva tra i 45 e i 64 anni e il 17,2% aveva più di 65 anni. L'età media della popolazione era di 38 anni. Per ogni 100 donne, c'erano 90,9 uomini. Il reddito mediano per una famiglia era di 33770 $. Gli uomini avevano un reddito di 33238 $, mentre le donne di 23003 $. Circa il 10,0% delle famiglie e il 12,6% della popolazione era al di sotto della soglia di povertà.
Nel 2010, la popolazione è passata a 25 663 abitanti.
Abitanti censiti

## Media e telecomunicazioni

### Giornali
A Burlington ci sono due testate giornalistiche: il The Hawk Eye e il Des Moines County News.

## Amministrazione

### Gemellaggi
- Barbacena